# Edward Lansing
Edward W. Lansing (Palmyra, 30 aprile 1856 – St. Louis, 9 settembre 1920) è stato un golfista statunitense.

## Carriera
Lansing partecipò al torneo individuale di golf ai Giochi olimpici di Saint Louis 1904, in cui giunse settantesimo.